# Elasmucha grisea
Elasmucha grisea Linnaeus, 1758, è un insetto Rincote Eterottero della famiglia degli Acanthosomatidae.

## Descrizione

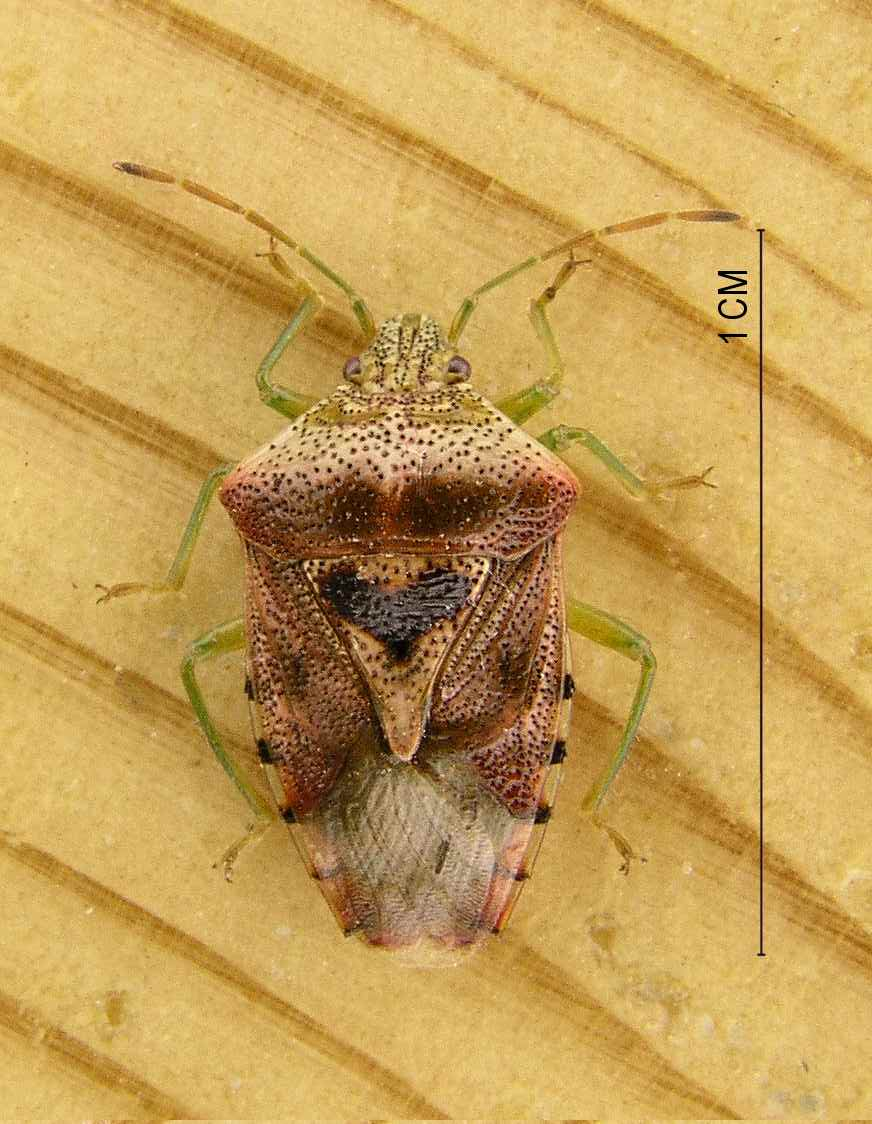

Un esemplare adulto raggiunge una lunghezza di 8-12 millimetri.

La livrea può presentare diversi colori: l'esemplare tipico è grigio, ma esistono anche  esemplari con livrea marrone-rossastra e verde-brunastra. La parte superiore è ricoperta di numerosi puntolini più scuri mentre sulla parte inferiore le uniche parti più scure sono le trachee. In autunno la livrea si scurisce e tende al rosso-bruno. I bordi laterali della parte posteriore del corpo (Connexivum) sono a tratti chiari e scuri.
La E. grisea assomiglia molto alla Elasmucha fieberi che però presenta dei puntolini più scuri e molto più evidenti anche nella parte inferiore del corpo.

## Biologia
Sono insetti fitofagi, che si nutrono essenzialmente di foglie e fiori di betulle (Betula pubescens, Betula pendula) e ontani.

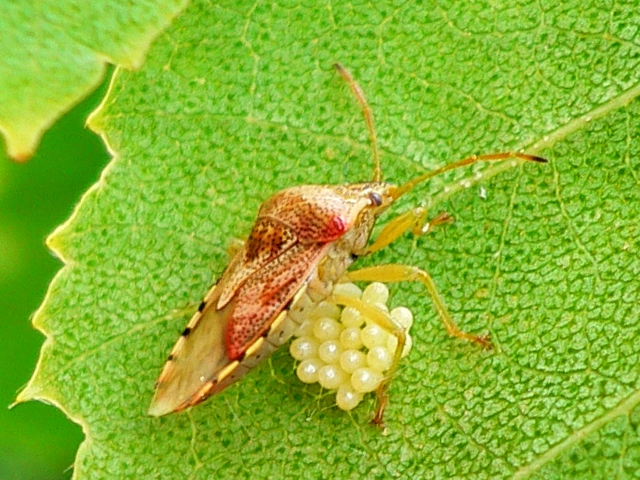
Esemplare di Elasmucha grisea a guardia delle proprie uova

Dopo l'accoppiamento la femmina depone da 30 a 50 uova sulla pagina inferiore di una foglia e si trattiene nelle vicinanze delle uova  per difenderle da eventuali attacchi di predatori e parassiti, fino alla loro schiusa, che avviene in genere dopo 10-15 giorni.
La femmina continua ad accudire le giovani larve per parecchie settimane, comportamento relativamente raro nel mondo degli insetti (ma comune a diverse specie di Acantosomatidi). Per questo motivo il suo nome comune inglese è parent bug, insetto genitore. Per difenderle dai potenziali predatori (formiche, ragni, coleotteri e altri insetti) fa ricorso a diverse tecniche: nella maggior parte dei casi si limita ad interporsi fra le sue larve e la potenziale minaccia. Quando ciò non è sufficiente assume un atteggiamento più aggressivo, aprendo e agitando le ali ed infine emette un liquido nocivo, in grado di paralizzare l'aggressore.

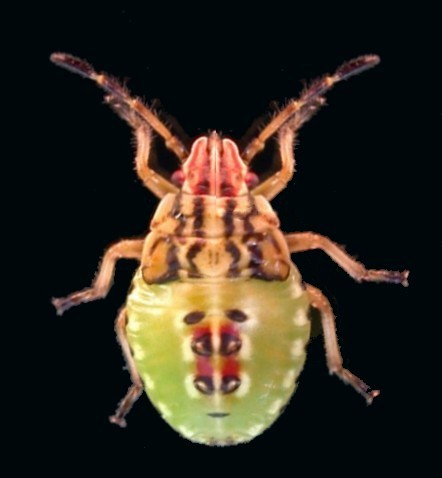
Giovane ninfa di E.grisea

Poco dopo la covata le larve giovani mutano per la prima volta ed adottano una livrea colorata verde e nera. In questo stadio le ninfe continuano a muoversi in gruppo e acquistano la capacità di espellere un liquido nocivo se attaccate. Il liquido agisce come un feromone e richiama la madre sul luogo del pericolo; può essere inoltre utilizzato come traccia odorosa per guidare le colonie di ninfe negli spostamenti da una parte all'altra della pianta ospite.

## Distribuzione
Sono insetti cosmopoliti la cui diffusione segue quella delle Betulaceae: sono comuni nelle zone dove questi alberi si sviluppano, assenti altrove.